# Charles Clerke

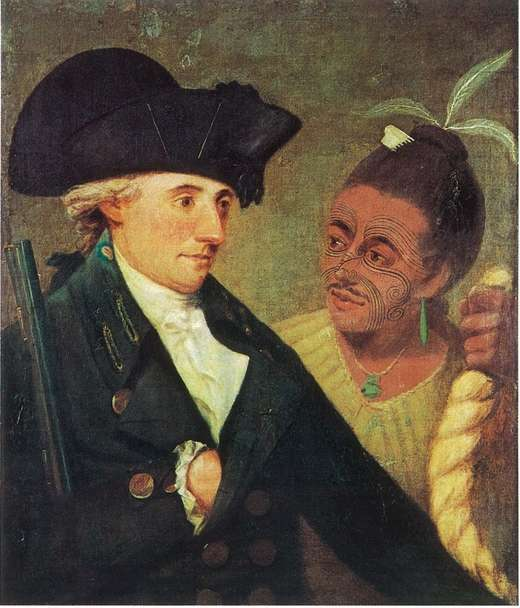
Captain Charles Clerke, von Nathaniel Dance-Holland, 1776

Charles Clerke (* 22. August 1741 in Wethersfield, Essex, England; † 22. August 1779 auf See vor Kamtschatka, Russland) war ein britischer Seefahrer und Begleiter von John Byron und James Cook auf ihren Entdeckungsreisen in die Südsee.
Charles Clerke wurde auf einer Farm als vierter Sohn eines Richters in Wethersfield, einem Dorf in der Grafschaft Essex geboren. Mit 13 Jahren ging er in die Royal Navy Academy in Portsmouth und wurde Kadett. Im Siebenjährigen Krieg diente er auf der Dorsetshire und auf der Bellona. 1764 bis 1766 fuhr er mit der Dolphin unter dem Kommando von Captain John Byron zu einer Weltumsegelung, wobei viele Inseln für Europa entdeckt wurden.
Auf der ersten Reise von James Cook (1768–1771) war er Midshipman auf dem Schiff HMB Endeavour. Auf der zweiten Reise (1772–1775) wurde er als Lieutenant der Resolution eingeteilt. Auf der dritten Reise (1776–1779) war er Captain auf der HMS Discovery.
Nachdem James Cook 1779 auf Hawaii von den Einheimischen erstochen worden war, übernahm Clerke das Kommando der Resolution und über die gesamte Expedition und segelte nach Norden, um eine Durchfahrt vom Nordpolarmeer in den Atlantischen Ozean zu suchen (siehe Nordwestpassage). Er musste aber erfolglos nach Kamtschatka zurückkehren und starb vor der Küste Kamtschatkas an Tuberkulose. Der Leichnam von Charles Clerke wurde am 29. August 1779 in der Nähe des Hafens von Petropawlowsk-Kamtschatski, Kamtschatka, Russland beigesetzt.

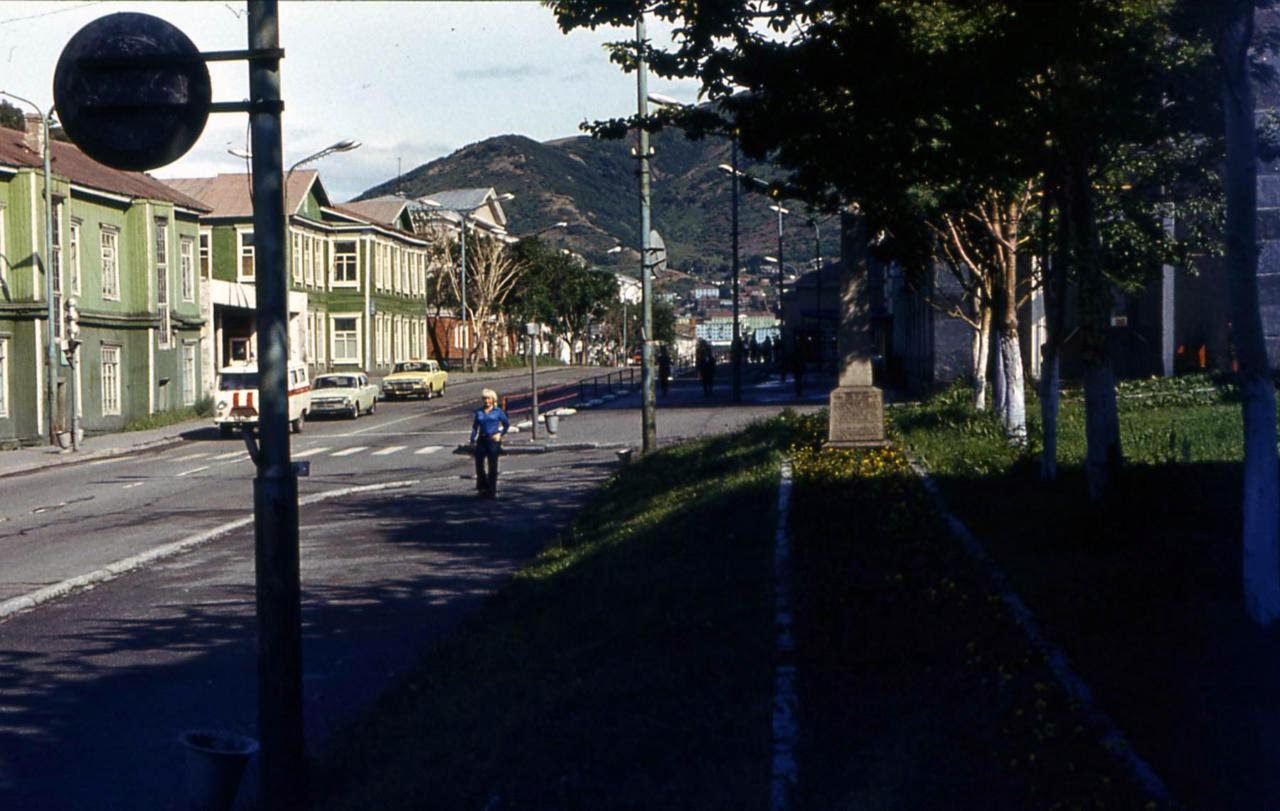
Das Grab von Charles Clerke (rechts) in Petropawlowsk-Kamtschatski, 1979

John Gore, zweiter Offizier auf der Discovery, übernahm das Kommando der Expedition und segelte nach England zurück, wo die Schiffe im Jahre 1780 eintrafen.